# 大山行男
大山 行男（おおやま ゆきお、1952年-）は、写真家。自然写真、山岳写真の系譜。富士山の写真（ほとんどカラー写真）では第一人者。富士山に関する写真集も多数出版。
富士山そのものだけでなく、樹海等の動植物を撮影した作品もある。

## 略歴

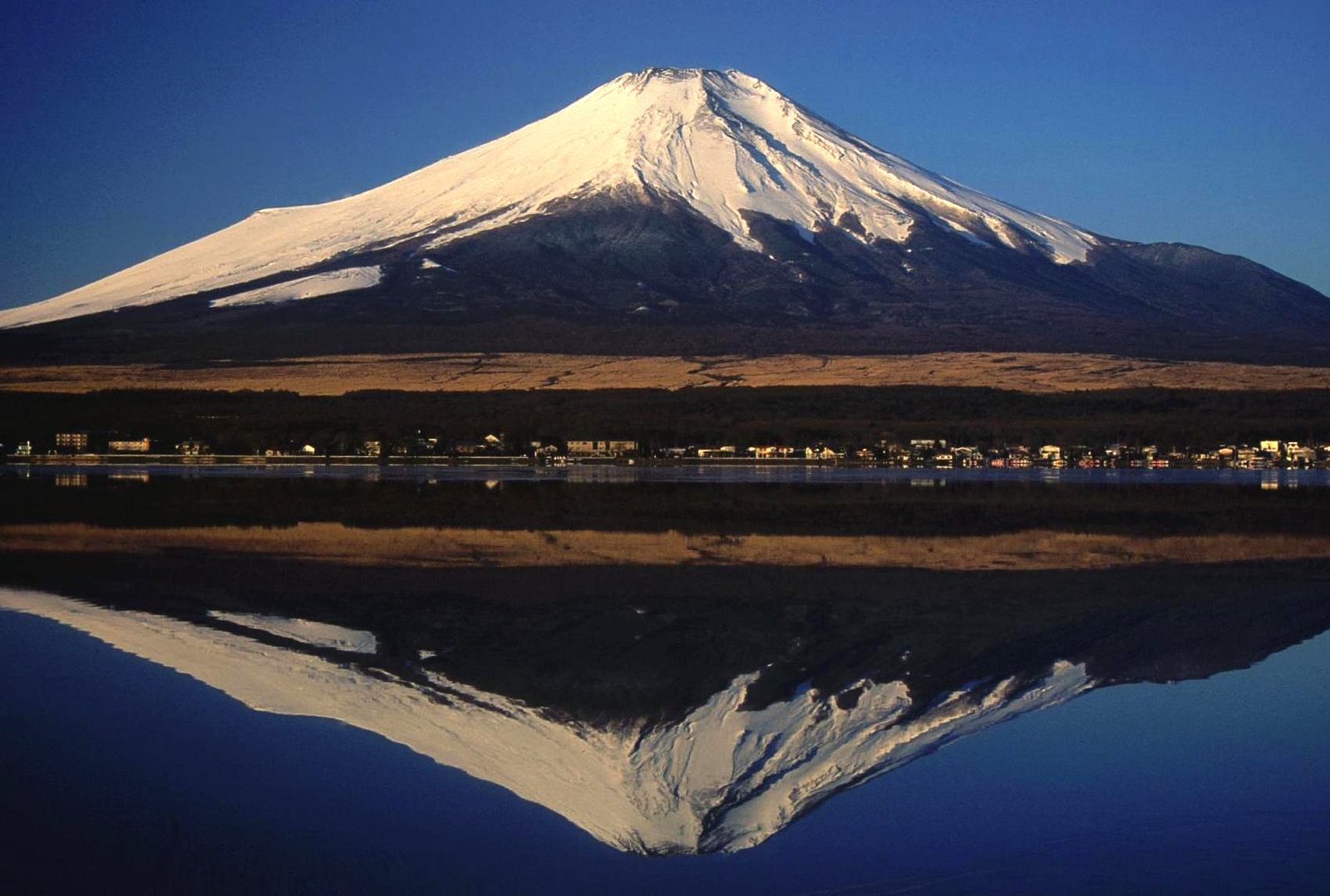
富士山を主題とした写真家として知られている。富士山の麓に自ら家を建て撮影拠点としている。

- 1952年10月10日 - 神奈川県小田原市に、4男1女の5人兄弟の次男として生まれる[3]。
- 1971年 - 武相高等学校を卒業。
- 1972年 - 独学で蒸気機関車の撮影を主とした写真家活動を開始。
- 1976年 - 富士山の撮影を開始。
- 1990年 - 富士山麓に自らドームハウスを建て、撮影拠点として活躍[4]。
- 1999年 - 週刊朝日（朝日新聞社）に「富士燦燦」を連載し（6ヶ月間）、写真家としての知名度を上げた。
- 2004年 - ジェットヘリコプターによる空撮を始める[3]。

## 主著・写真集
- 『富士山』グラフィック社、1984年12月。ISBN 4766103238。
- 『富士―神々のシルエット』玄光社、1988年3月。ISBN 4768300065。
- 『初めての富士山』小学館、1992年6月。ISBN 4096806714。
- 『富士山　大山行男写真集』キュウ・フォト・インターナショナル、1994年8月。ISBN 4881696203。
- 『富士』毎日新聞社、2002年10月。ISBN 4620605727。（2001年出版の新装版）
- 『富士樹海』毎日新聞社、2003年1月。ISBN 4620605883。
- 『宇宙の富士山』山と溪谷社、2006年4月。ISBN 4635546403。
- 島本脩二 編『富士詩』クレヴィス、2010年1月。ISBN 978-4904845035。
- 『富士―大山行男写真集』クレヴィス、2010年5月。ISBN 978-4904845097。
- 『(簡体字版) 富士山の四季』講談社、2011年1月。ISBN 978-4770041487。（中国語）
- 『大地の富士山』山と溪谷社、2011年7月。ISBN 978-4635546522。
- 『カレンダー2012 美しき富士』山と溪谷社〈Yama-Kei Calendar2012〉、2011年9月。ISBN 978-4635841276。

## 主要展覧会
- 初めての富士山（渋谷PARCO、1992年）
- 100 Mt. FUJI 神々の宿る山（西武百貨店 (静岡・浜松・沼津)、1995年）